# Splendrillia powelli
Splendrillia powelli is een slakkensoort uit de familie van de Drilliidae. De wetenschappelijke naam van de soort is voor het eerst geldig gepubliceerd in 1990 door Wells.